# 上泉站 (京畿道)
上泉站（：／ Sangcheon yeok */?）是京春線沿線的一座高架車站，位於韓國京畿道加平郡清平面上泉里，韓語副站名是「虎鳴湖水」（호명호수）。

## 車站構造
站體為2面2線側式月台的高架車站，候車月台設有月台幕門。

### 月台配置
| ↑ 清平 |
| \| １  |
| 加平 ↓ |

| 月台 | 路線              | 目的地                           |
| ---- | ----------------- | -------------------------------- |
| 1    | ●首都圈電鐵京春線 | 江村、南春川、春川方向           |
| 2    | ●首都圈電鐵京春線 | 磨石、坪內好坪、上鳳、清涼里方向 |

## 歷史
- 1939年7月20日：以簡易配置站開始營業。
- 1941年1月1日：升格為普通站。
- 1956年12月31日：車站重建。
- 1960年7月15日：降級為簡易站。
- 1967年2月14日：回復為普通站。
- 1977年5月16日：停止處理小件貨物。
- 1989年12月12日：車站再重建。
- 1994年1月11日：停止貨運服務。
- 2007年10月1日：遷移至臨時站。
- 2009年9月1日：暫停提供載客服務。
- 2010年12月21日：京春線鐵路複線電氣化工程完工，新建永久站啟用，首都圈電鐵京春線開始運行。

## 車站周邊
- 上川初等學校
- 虎鳴山
- 虎鳴湖
- 伊甸園農產品中心
- 伊甸園體育中心
- 伊甸園青年旅舍

## 相鄰車站
韓國鐵道公社
●首都圈電鐵京春線
緩行
清平（P132）－上泉（P133）－加平（P134）